# Иския
Иския (на италиански: Ischia) е вулканичен остров в Тиренско море, принадлежащ на Италия. Разположен е в северния край на Неаполитанския залив, на около 30 km от град Неапол. Това е най-големият от Флегринските острови. Има трапецовидна форма с дължина 10 km от изток на запад и ширина 7 km от север на юг. Бреговата му линия има дължина около 34 km, а площта му е 46,3 km2. Релефът му е силно планински, а най-високият му връх е Епомео – 789 m надморска височина.
Островът е гъсто населен, като жителите му наброяват 62 027 души към 2009 г. (1340 души/km2). Главният център на острова е град Иския. Развит е туризмът.

## География и геология
Островът е образуван от сложен вулкан, намиращ се непосредствено на югозапад от Флегрейските поля в западната част на Неаполитанския залив. Изригването на трахитен вулканичен туф преди около 56 хиляди години е последвано от оформянето на калдера. Най-високата точка на острова, Епомео, представлява вулканичен хорст, съставен от зелен туг, който е бил потопен под вода след изригването, а след това повдигнат нагоре. Вулканичната дейност на острова е значително повлияна от тектониката, която е образувала поредица от хорстове и грабени. През последните 33 хиляди години островът се е издигнал с около 800 m. Около повдигнатия блок са се появили множество малки вулкани. Вулканичната дейност през холоцен е създала поредица от пемзени тефри, лавови куполи и реки. Последното изригване на Иския през 1302 г. разпръсква лава, която достига североизточния бряг на острова.
Иския често бива удрян от земетресения. По-силни такива го разлюляват през 1828, 1832, 1881 и 2017 г. На 28 юли 1883 г. след земетресение загиват 2313 души, а градовете Форио, Лако Амено и Казамичола Терме са почти напълно разрушени.
Околните води, включително заливите на Гаета, Неапол и Поцуоли, имат богати биоразнообразие, предоставяйки среда за живот на около 7 вида китове и делфини, сред които има дори финвали и кашалоти. Създадени са специални изследователски програми, целящи опазването на тези и други видове в района.

## Икономика
Вулканичните почви на острова са плодородни. Тук се произвежда известния сорт вино Епомео. Освен виното, други икономически важни продукти са пшеницата, зехтинът и цитрусовите плодове. Островна глина се използва още от древността за грънчарство. Развит е и риболовът. Благодарение на мекия си климат, хубавите си пейзажи и многобройните си термални минерални извори, Иския е известен спа курорт. Има редовна фериботна връзка до Неапол и Поцуоли.